# Lipoaspiração
A Lipoaspiração é um tipo de procedimento de remoção de gordura utilizado em cirurgia plástica. O procedimento pode ser realizado sob anestesia geral, regional ou local. Envolve o uso de uma cânula e pressão negativa para sugar a gordura.
Embora as células de gordura aspiradas desapareçam permanentemente, após alguns meses a gordura corporal geral geralmente retorna ao mesmo nível de antes do tratamento.

## Áreas Tratadas
As áreas comumente operadas são; abdómen, coxas, quadris e nádegas, entretanto o procedimento também pode ser realizado em locais onde dietas e exercícios não obtiveram sucesso em eliminar gordura.

## Pós Operatório
No pós operatório deve-se usar uma cinta elástica para manter pressão no local operado e favorecer a cicatrização da ferida. É recomendado o uso por cerca de 30 a 40 dias. A realização de sessões de drenagem linfática também são recomendadas para melhorar o inchaço e diminuir a chance de fibroses.

## Riscos
Assim como todas as cirurgias, a lipoaspiração apresenta alguns riscos, mesmo que sejam tomadas medidas preventivas, podem ocorrer. Entre eles os mais comuns são o edema e equimose. Também podem ocorrer hematomas, seromas, Infecção, necrose. Já em casos mais graves é possivel que o paciente desenvolva complicações como trombose venosa profunda, embolia pulmonar e problemas cardíacos.